# Leokadia Serafinowicz
Leokadia Serafinowicz (née le 23 février 1915 à Jonava en Lituanie, morte le 24 novembre 2007 à Puszczykowo près de Poznań en Pologne) – artiste polonaise du théâtre de marionnettes et du théâtre pour l’enfance, actrice-marionnettiste, metteure en scène, scénographe, auteure des scénarios et des adaptations théâtrales et cinématographiques, dans les années 1960-1976 directrice et  directrice artistique du Théâtre de la marionnette et de l’acteur de Poznań « Marcinek », organisatrice de nombreuses initiatives ayant pour but de propager et développer le théâtre de marionnettes et le théâtre pour l’enfance en Pologne (p.ex. la Biennale de l’art pour l’enfance se déroulant à Poznań depuis 1973); cofondatrice et la première présidente de l’Agence polonaise d’ASSISTEJ (1981-1982), membre d’honneur d’UNIMA (depuis 2000).
Elle a reçu de nombreuses distinctions pour son activité dans le domaine artistique ainsi que celui d’organisation et de vulgarisation, notamment la Médaille d’or pour les recherches artistiques sur la scénographie de théâtre pendant la IIe Quadriennale de scénographie de Prague (1971), l’Ordre du Sourire (1978) ou bien la Croix d’officier de l’Ordre de la renaissance de la Pologne (1985).

## Jeunesse et formation
Leokadia Serafinowiczest née à Janów en Lituanie le 23 février 1915 dans une famille polonaise avec de fortes traditions patriotiques. Elle a étudié la peinture dans le département des Beaux-Arts à l’Université de Vilnus (1937-1939). Après la Seconde Guerre mondiale elle a été forcée à se déplacer en Pologne dans le cadre des actions de rapatriement. Elle a continué ses études à l’Université Nicolas-Copernic de Toruń (1945-1948) où elle a obtenu son diplôme de peintre. En 1954 elle a passé son examen d’actrice (marionnettiste). En 1961 elle a obtenu les qualifications pour être metteure en scène du théâtre de marionnettes. 

## Carrière

### Cracovie, Wrocław, Bielsko-Biala
Dans les années 1948-1956 elle a travaillé dans le Théâtre de marionnettes « Groteska » à Cracovie comme actrice et assistante de Władysław Jarema, un des plus grands artistes polonais du théâtre de marionnettes de l’époque d’après-guerre. C’est ici qu’elle a commencé à faire ses premiers pas comme metteure en scène autonome. Dans les années 1956-1958 elle a été directrice artistique sur la Scène de marionnettes du théâtre de Wrocław (Teatr Rozmaitości) où elle a continué à se perfectionner dans le domaine de la mise en scène et a débuté en tant que scénographe. Dans les années 1958-1960 elle a travaillé comme metteure en scène et scénographe dans le Théâtre de marionnettes « Banialuka » de Bielsko-Biała, où elle a mis en scène des scénarios dont elle était auteure : «Le soleil, la pie et les nains »(1958) et « Professeur Petit-Cœur »(1960) et qu’elle avait créés sous le pseudonyme de Dominika. 

### Théâtre de la marionnette et de l’acteur «Marcinek» de Poznań
Dans les années 1960-1976 elle a travaillé comme directrice et depuis 1980 comme directrice artistique dans le Théâtre de la marionnette et de l’acteur « Marcinek » de Poznań qui est vite devenu une des plus grandes scènes de marionnettes en Pologne et un des théâtres polonais les plus connus à l’étranger. 
Voici ce qu’elle a écrit dans le programme d’un de ses spectacles :

« Le théâtre de l’enfance se doit d’ntroduire le jeune spectateur au langage de l’art, de lui apprendre la convention de l’art, de développer chez l’enfant le sens de sensibilité ésthétique, d’enrichir son imagination [...] »« Le soleil, la pie et les petits nain » - programme du spectacle, 1960

— Leokadia Serafinowicz
En tant que directrice et directrice artistique elle réalisait ces principes-là en créant un théâtre ambitieux pour les enfants et les jeunes, un théâtre qui touchait les sujets sociaux actuels et importants tout en utilisant des moyens modernes d’expression artistique. Le théâtre pour l’enfance et jeunesse étant pour elle « un théâtre de l’homme du futur », elle tenait à créer des répertoires comportant des spectacles montrant la complexité de la vie et du monde et développant le sens critique des jeunes spectateurs. Les artistes du « Marcinek » se sont donné pour mission de préparer les jeunes spectateurs à devenir de futurs récepteurs de l’art contemporain. Ainsi Leokadia Serafinowiczt n’ a pas seulement créé un théâtre ambitieux pour les enfants mais aussi elle a renforcé la position du théâtre de marionnettes et en a fait l’art adressé aux enfants et adultes. C’est grâce à ses efforts que « Marcinek » est devenu un des premiers théâtres de marionnettes en Pologne présentant régulièrement les spectacles pour le public adulte.
Ce qui distinguait le théâtre de marionnettes de Poznań dirigée par Leokadia Serafinowicz, c’était une grande qualité artistique de ses spectacles aux niveaux visuel, musical et littéraire. De nombreux artistes étaient ses proches collaborateurs, tels que: Wojciech Wieczorkiewicz (metteur en scène), Jan Berdyszak (scénographe), Józef Ratajczak (poète) ou bien Krystyna Miłobędzka  (poétesse, auteure des pièces de théâtre). De plus, de grands compositeurs collaborait aussi avec « Marcinek » dont Krzysztof Penderecki, Marek Stachowski, Jerzy Milian ou bien Jerzy Kurczewski.
Serafinowicz invitait aussi des artistes étrangers comme Jetta Donega (Italie), Julia Ognianowa (Bulgarie), Josef Krofta (République Tchèque), Karel Brožek (République Tchèque), František Vitek (République Tchèque) ou bien Vera Řičařova (République Tchèque).
Les spectacles du Théâtre de la marionnette et de l’acteur « Marcinek » ont été traduits en plusieurs langues : anglais, français, espagnol, allemand, italien, tchèque et espéranto. Ils ont été présentés pendant des festivals internationaux dans de nombreux pays comme Angleterre, Belgique, Bulgarie, Chroatie, Tchéquoslovaquie, Danemark, France, Japon, Canada, Cuba, Mexique, RDA, RFA, Suisse, États-Unis, Hongrie, Italie, URSS.

#### Quelques spectacles du théâtre «Marcinek» présentés à l’étranger
- 1967: Cathy qui a perdu ses oies (O Kasi, co gąski zgubiła)libretto: M. Kownacka, musique: L. Kurczewski, mise en scène: W. Wieczorkiewicz, scénographie: L. Serafinowicz
- 1968: Le plus brave (Najdzielniejszy) libretto: E. Szelburg-Zarembina, musique: K. Penderecki et M. Stachowski, mise en scène: W. Wieczorkiewicz, scénographie: J. Berdyszak
- 1969: Savez-vous plantez les choux (Siała baba mak) de Krystyna Miłobędzka, mise en scène: L. Serafinowicz, scénographie: J. Berdyszak
- 1970: La patrie (Ojczyzna) de Krystyna Miłobędzka, mise en scène: W. Wieczorkiewicz, scénographie: J. Berdyszak
- 1970: Héphaïstos (Hefajstos) de Anna Świrszczyńska, mise en scène: W. Wieczorkiewic, scénographie: L. Serafinowicz
- 1972: Lajkonik (Lajkonik), libretto: M. Kownacka, musique: L. Kurczewski, mise en scène: W. Wieczorkiewicz, scénographie: L. Serafinowicz.
- 1974: Le petit tigre (Tygrysek) de Hanna Januszewska, mise en scène: Wieczorkiewicz W., scénographie: L. Serafinowicz.
- 1975: Janosik (Janosik) de Karel Brožek, Jan V. Dvorak, Krystyna Miłobędzka, mise en scène: J. Krofta, W. Wieczorkiewicz, K. Brožek, J. Mokos, scénographie: F. Vitek, L. Serafinowicz, V. Řičařova, K. Hejcman
- 1976: Don Quichotte (Don Kichot) de Miguel de Cervantes Savedra, mise en scène: J. Krofta, scénographie: F. Vitek, V. Řičařova
- 1977: Ptam (Ptam) de Krystyna Miłobędzka, mise en scène: L.Serafinowicz, scénographie: J. Berdyszak

Source:

#### D’autres spectacles importants de «Marcinek»
- 1961: Le bal chez le professeur Bączyński (Bal u profesora Bączyńskiego) de Konstanty Ildefons Gałczyński; mise en scèneet scénographie: L. Serafinowicz
- 1961: Le chant du renard (Pieśń o lisie) de Johann Wolfgang von Goethe; mise en scène: W. Wieczorkiewicz, scénographie : L. Serafinowicz
- 1965: Le rossignol (Słowik) de Józef Ratajczak ; mise en scène: W. Wieczorkiewicz, scénographie: L. Serafinowicz
- 1969: Le mariage (Wesele) de Stanisław Wyspiański ; mise en scène : L. Serafinowicz, scénographie: J. Berdyszak
- 1970: Wanda (Wanda) de Cyprian Kamil Norwid ; mise en scène : W. Wieczorkiewicz, scénographie: L. Serafinowicz

Source:

## Collaboration avec d’autres théâtres
Leokadia Serafinowicz travaillait dans de nombreux théâtres en Pologne et à l’étranger. Elle a réalisé des mises en scène entre autres en Roumanie (Tigrisorul, 1970) et en Tchéquoslovaquie (Aj tak sejou mak..., 1973). Elle a créé les décors pour les spectacles réalisés en Bulgarie (Misterium-buffo, 1968), Roumanie (Tigrisorul, 1970), Tchéquoslovaquie (Janosik, 1975), RFA (Reineke Fuchs, 1980; Jim Kopf und der Lokomotiveführer, 1987; König Jemand, 1988; Jim Kopf und die Wilde 13, 1988) et Russie (Szewczyk Dratewka, 1996).

## Expositions
Leokadia Serafinowicz participait à des expositions collectives de scénographie à Varsovie (1956, 1962), Venise (1964), Liège (1970), Prague (1971), Paris (1972, 1975), Zurich (1972) ou Budapest (1996). Elle avait aussi des expositions individuelles organisées en Pologne et à l’étranger. Elle présentait ses projets entre autres en Grande-Bretagne (Bristol, 1986) et Tchéquoslovaquie (Prague, 1988).